# William Thornton (Architekt)

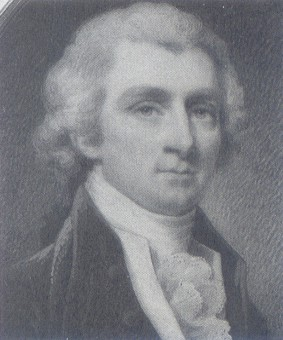
William Thornton

William Thornton (* 20. Mai 1759 in Jost Van Dyke, British Virgin Islands; † 28. März 1828 in Washington, D.C.) war ein britisch-amerikanischer Architekt und Arzt, Erfinder und Maler, ein wahres Universalgenie.

## Leben
Thornton erhielt eine medizinische Schulung in Edinburgh, Schottland. Im Jahre 1787 emigrierte er in die USA. Thornton ist als Architekt des Kapitols in Washington bekannt. Am 25. Juli 1793 wurde sein Vorschlag aus 17 Ausschreibungen ausgewählt und Thornton erhielt das Preisgeld von 500 US-Dollar. Er war somit der Erste im Amt Architekt des Kapitols.
Weitere bekannte Bauten Thorntons sind die Library Company in Philadelphia, Pennsylvania und das Tayloe house oder Octagon House in Washington, D.C., das einmal Hauptquartier des American Institute of Architects war.
Thornton war der erste Superintendent des United States Patent Office vom 1. Juni 1802 bis zu seinem Tode im Jahre 1828. Seine Arbeit als Superintendent hatte jedoch Makel. Als John Hancock Hall 1811 ein Patent für das Hall-Gewehr einreichen wollte, lehnte Thornton dies ab mit der Begründung, er habe eine ähnliche Erfindung bereits 1792 gemacht. Zeichnungen oder sonstige Belege für seine angebliche Erfindung zeigte Thornton jedoch nicht. Schweren Herzens stimmte Hall einem gemeinsamen Patent zu, welches am 21. Mai 1811 erteilt wurde; die Einkünfte aus diesem sollten geteilt werden.
Für sein Traktat Cadmus erhielt er 1792 die Magellanic Premium der American Philosophical Society.

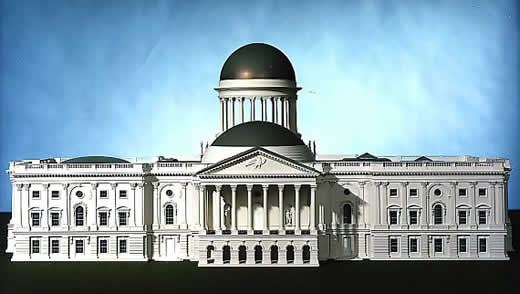
United States Capitol, Washington, D.C. (ursprünglicher Entwurf Thorntons)
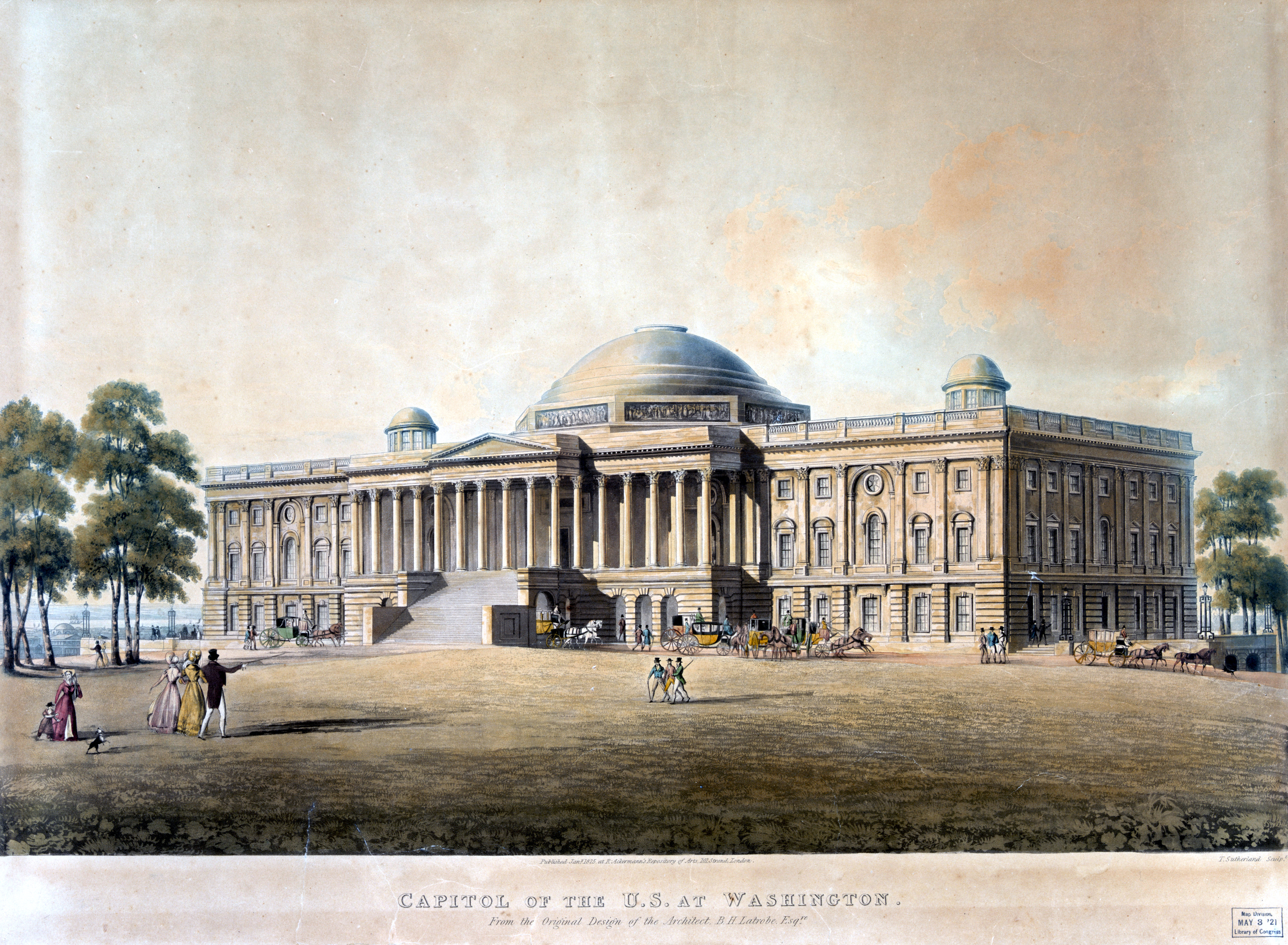
Das Capitol (nach dem Wiederaufbau durch Benjamin Latrobe 1825)
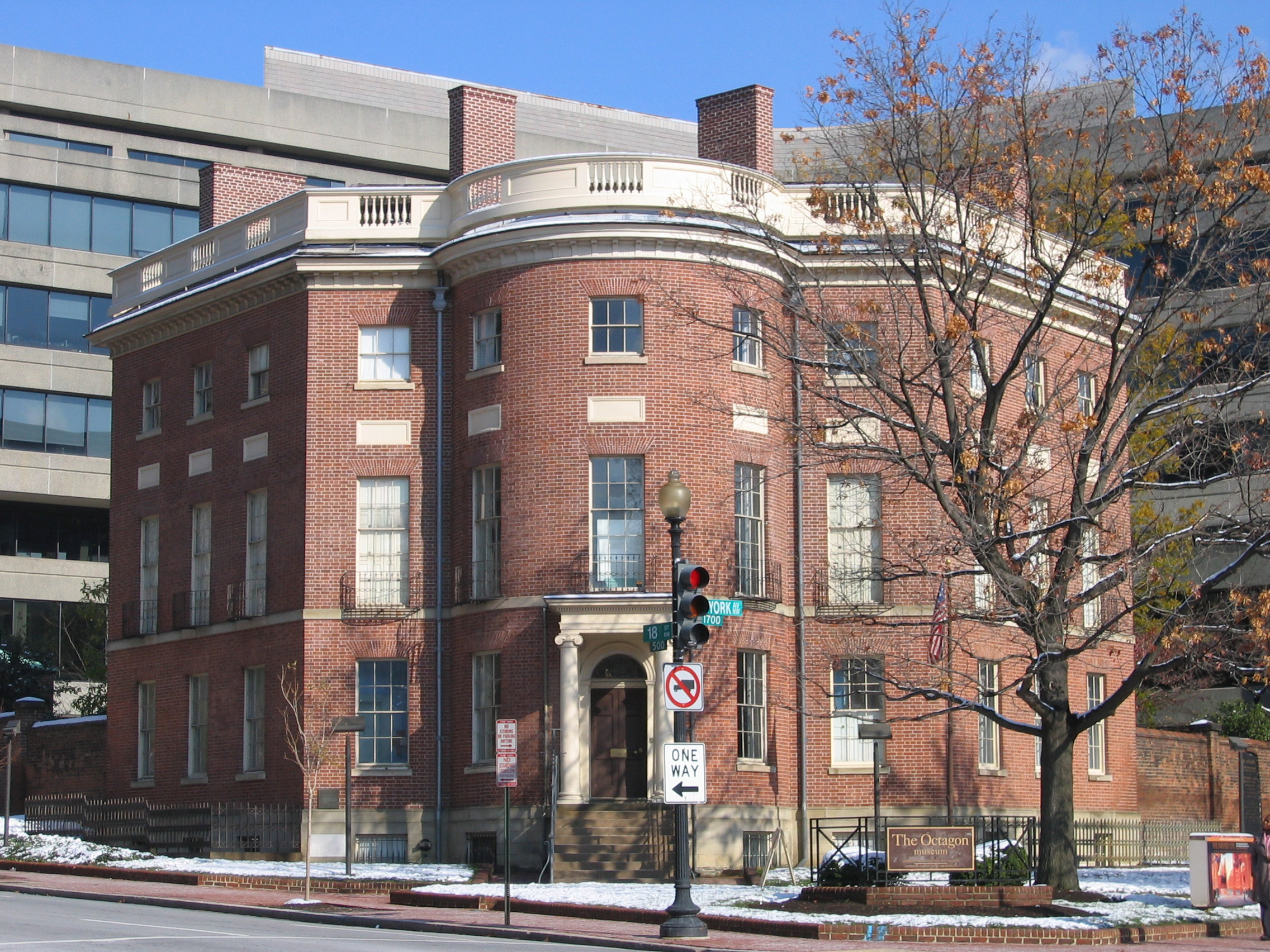
„Octagon House“, gebaut 1799, heute American Institute of Architects

## Mitgliedschaften
- American Philosophical Society
- Medical Society
- Society of Natural History of Edinburgh
- Society of Scots Antiquaries of Edinburgh and Perth